# Batalla de Aqueloo (1359)
La batalla de Aqueloo (en albanés: Beteja e Akelout) fue un encuentro que tuvo lugar en 1359 cerca del río Aqueloo, en Etolia, la Grecia moderna entre las tropas albanesas, bajo Pedro Losha y Juan Espata, y las fuerzas del Despotado de Epiro, bajo Nicéforo II Orsini. Los albaneses derrotaron al ejército de Orsini, que sufrió copiosas bajas durante la batalla. La batalla estableció dos despotados de las regiones que antes formaban parte del Despotado de Epiro: el Despotado de Arta y el Despotado de Angelokastro y Lepanto.

## Preludio
Desde principios del siglo XIV, el poder del Despotado de Epiro había ido disminuyendo, mientras que los miembros de las tribus albanesas aumentaban su control sobre muchas áreas del despotado. Nicéforo II Orsini, déspota de Epiro decidió establecer relaciones más estrechas con el Imperio serbio al dejar a su anterior esposa María Cantacucena y casarse con la hermana de la viuda de Esteban Dušan, Helena de Bulgaria. Los albaneses del despotado amenazaron con una revuelta si Orsini se casaba con la hermana de Helena de Bulgaria y no recordaba a María, que era parte de la familia Cantacuceno aliada con ellos. Orsini se vio obligado a retirar a María, pero decidió librar la guerra contra los albaneses para detener su creciente poder en el despotado.

## La batalla
Nicéforo II Orsini reunió sus fuerzas y marchó contra los albaneses en las regiones que se habían establecido en Etolia, la Grecia occidental moderna. Los albaneses reunieron sus fuerzas y, bajo el liderazgo de Pedro Losha, lucharon contra Orsini a fines de la primavera de 1359 cerca del río Aqueloo. Los albaneses ganaron la batalla. Orsini fue asesinado y todo su ejército destruido.

## Consecuencias
Después de la muerte de Nicéforo, las ciudades principales restantes en el Despotado de Epiro, bajo riesgo de captura por las tropas albanesas, se sometieron a Simeón Uroš y las áreas restantes del despotado se dividieron entre este y Radoslav Hlapen.  Simeón, incapaz de expulsar a los jefes albaneses, trató de mantener el control indirecto de Epiro reconociendo a Pedro Losha y Juan Espata como déspotas, en las regiones de Arta y Angelokastro y Lepanto respectivamente.
Aunque la mayor parte de Epiro quedó temporalmente bajo el dominio albanés, debido a su estructura tribal y la falta de autoridad central, los albaneses no reemplazaron ningún gobierno griego o serbio existente con un Estado albanés centralizado. Como consecuencia entre 1366 y 1367, solo la ciudad de Ioánina no estaba bajo control albanés.